# 腺苷A2A受體拮抗劑
腺苷A2A受體拮抗劑(Adenosine A2A receptor antagonists)是一類在腺苷A2A受體處阻斷腺苷的藥物。著名的腺苷A2A受體拮抗劑包括咖啡因、茶鹼和伊曲茶碱。